# Euthyphleps tectiformis
Euthyphleps tectiformis är en bönsyrseart som beskrevs av Atilio Lombardo 1992. Euthyphleps tectiformis ingår i släktet Euthyphleps och familjen Toxoderidae. Inga underarter finns listade i Catalogue of Life.